# President's Cup II 2021
El torneo President's Cup 2021 fue un torneo profesional de tenis. Perteneció al ATP Challenger Series 2021. Se disputó en su 16.ª edición sobre superficie dura, en Nur-Sultan, Kazajistán entre el 19 al el 25 de julio de 2021.

## Jugadores participantes del cuadro de individuales
| Favorito | País                        | Jugador           | Rank1 | Posición en el torneo |
| -------- | --------------------------- | ----------------- | ----- | --------------------- |
| 1        | Bandera de Rusia            | Roman Safiullin   | 159   | Baja                  |
| 2        | Bandera de Ucrania          | Sergiy Stakhovsky | 226   | Segunda ronda         |
| 3        | Bandera del Reino Unido     | Jay Clarke        | 243   | Primera ronda         |
| 4        | Bandera de Francia          | Hugo Grenier      | 253   | Cuartos de final      |
| 5        | Bandera de Canadá           | Peter Polansky    | 254   | Cuartos de final      |
| 6        | Bandera de los Países Bajos | Jesper de Jong    | 263   | Segunda ronda         |
| 7        | Bandera de China Taipéi     | Tseng Chun-hsin   | 265   | Segunda ronda         |
| 8        | Bandera de China Taipéi     | Wu Tung-lin       | 268   | Primera ronda         |

- 1 Se ha tomado en cuenta el ranking del 12 de julio de 2021.

### Otros participantes
Los siguientes jugadores recibieron una invitación (wild card), por lo tanto ingresan directamente al cuadro principal (WC):
- Grigoriy Lomakin
- Dostanbek Tashbulatov
- Beibit Zhukayev

Los siguientes jugadores ingresan al cuadro principal tras disputar el cuadro clasificatorio (Q):
- Artem Dubrivnyy
- Oleksii Krutykh
- Edan Leshem
- Benjamin Lock

## Campeones

### Individual Masculino
- Andrey Kuznetsov derrotó en la final a  Jason Kubler, 6–3, 2–1 ret.

### Dobles Masculino
- Hsu Yu-hsiou /  Benjamin Lock derrotaron en la final a  Oleksii Krutykh /  Grigoriy Lomakin, 6–3, 6–4